# Rohan Pradeep Kumara
Rohan Handunpurage Pradeep Kumara (ur. 10 marca 1975) – lankijski lekkoatleta, sprinter. Trzykrotny mistrz Azji, trzykrotny medalista igrzysk azjatyckich, dwukrotny olimpijczyk (Sydney. Ateny).

## Przebieg kariery
W 1998 wystąpił w mistrzostwach Azji, na których został zdobywcą brązowego medalu w konkurencji 4 × 400 m. W 2000 ponownie wystartował w imprezie sportowej tejże rangi, tym razem zdobył złoty medal w konkurencji sztafety 4 × 400 m, a w konkurencji biegu na 400 m zajął w finale 4. pozycję. Uczestniczył w igrzyskach olimpijskich w Sydney, gdzie rywalizował z oponentami w dwóch konkurencjach. W konkurencji biegu na 400 m odpadł w fazie eliminacji, gdzie zajął 4. pozycję z rezultatem czasowym 46:00 a w konkurencji sztafety 4 × 400 m lankijski zespół (z udziałem Kumary) odpadł w półfinale, zajmując w tejże fazie 6. pozycję z czasem 3:02,89.
W 2001 po raz pierwszy w karierze wystartował w mistrzostwach świata – zarówno na stadionie, jak i w hali, jednak nie osiągnął żadnych sukcesów. Rok później po raz drugi został mistrzem Azji w konkurencji biegu sztafet 4 × 400 m, ponadto został dwukrotnym brązowym medalistą igrzysk azjatyckich w Pusan. W 2003 wywalczył trzeci tytuł mistrza Azji w tej samej konkurencji – biegu sztafet 4 × 400 m.
W drugim i ostatnim występie olimpijskim, który miał miejsce w Atenach, wystąpił jedynie w konkurencji biegu na 400 m – odpadł w eliminacjach, gdzie w tej fazie zajął 5. pozycję z czasem 46,20.
W 2005 na mistrzostwach Azji zdobył dwa medale, srebrny w sztafecie 4 × 400 m i brązowy w konkurencji biegu na 400 m.
W swej karierze zdobył dziewięć medali igrzysk Azji Południowej, w tym osiem złotych, w latach 1999-2010. Jest też mistrzem kraju, tytuły te wywalczył podczas czempionatów w 2000 i 2001 roku, oba w konkurencji biegu na 400 m.

## Osiągnięcia
| Rok     | Zawody                      | Miasto     | Miejsce | Konkurencja        | Wynik   |
| ------- | --------------------------- | ---------- | ------- | ------------------ | ------- |
| 1998    | Mistrzostwa Azji            | Fukuoka    | 3.      | sztafeta 4 × 400 m | 3:05,79 |
| 1998    | Igrzyska azjatyckie         | Bangkok    | 5. SF   | bieg na 400 m      | 47,09   |
| 2000    | Mistrzostwa Azji            | Dżakarta   | 4.      | bieg na 400 m      | 45,66   |
| 2000    | Mistrzostwa Azji            | Dżakarta   | 1.      | sztafeta 4 × 400 m | 3:02,71 |
| 2000    | Letnie igrzyska olimpijskie | Sydney     | 4. H    | bieg na 400 m      | 46,00   |
| 2000    | Letnie igrzyska olimpijskie | Sydney     | 6. SF   | sztafeta 4 × 400 m | 3:02,89 |
| 2001    | Halowe mistrzostwa świata   | Lizbona    | 4. H    | bieg na 400 m      | 48,02   |
| 2001    | Mistrzostwa świata          | Edmonton   | 5. H    | bieg na 400 m      | 46,46   |
| 2001    | Mistrzostwa świata          | Edmonton   | DNS H   | sztafeta 4 × 400 m | N/A     |
| 2002    | Igrzyska Wspólnoty Narodów  | Manchester | 6. QF   | bieg na 400 m      | 47,14   |
| 2002    | Mistrzostwa Azji            | Kolombo    | 4.      | bieg na 400 m      | 45,87   |
| 2002    | Mistrzostwa Azji            | Kolombo    | 1.      | sztafeta 4 × 400 m | 3:03,05 |
| 2002    | Puchar Świata               | Madryt     | 3.      | sztafeta 4 × 400 m | 3:03,02 |
| 2002    | Igrzyska azjatyckie         | Pusan      | 3.      | bieg na 400 m      | 45,67   |
| 2002    | Igrzyska azjatyckie         | Pusan      | 3.      | sztafeta 4 × 400 m | 3:04,37 |
| 2003    | Halowe mistrzostwa świata   | Birmingham | DSQ H   | bieg na 400 m      | N/A     |
| 2003    | Mistrzostwa świata          | Paryż      | DSQ H   | sztafeta 4 × 400 m | N/A     |
| 2003    | Mistrzostwa Azji            | Manila     | 6.      | bieg na 400 m      | 46,92   |
| 2003    | Mistrzostwa Azji            | Manila     | 1.      | sztafeta 4 × 400 m | 3:03,05 |
| 2004    | Letnie igrzyska olimpijskie | Ateny      | 5. H    | bieg na 400 m      | 46,20   |
| 2005    | Mistrzostwa Azji            | Inczon     | 3.      | bieg na 400 m      | 46,52   |
| 2005    | Mistrzostwa Azji            | Inczon     | 2.      | sztafeta 4 × 400 m | 3:04,12 |
| 2006    | Igrzyska Wspólnoty Narodów  | Melbourne  | 3. H    | bieg na 400 m      | 47,03   |
| 2006    | Igrzyska Wspólnoty Narodów  | Melbourne  | 6.      | sztafeta 4 × 400 m | 3:06,42 |
| 2006    | Igrzyska azjatyckie         | Doha       | 4. H    | bieg na 400 m      | 47,91   |
| 2006    | Igrzyska azjatyckie         | Doha       | 3.      | sztafeta 4 × 400 m | 3:06,97 |
| Źródło: |                             |            |         |                    |         |

## Rekordy życiowe
- bieg na 200 m – 20,99 (3 kwietnia 2004, Islamabad)
- bieg na 400 m – 45,25 (15 lipca 2000, Kolombo)
- bieg na 400 m przez płotki – 53,21 (6 czerwca 2007, Kolombo)
- sztafeta 4 × 400 m – 3:02,71 (31 sierpnia 2000, Dżakarta)

Halowe
- bieg na 400 m – 48,02 (9 marca 2001, Lizbona)

Źródło: 